# Tangra Yumco
El lago Tangra Yumco (en chino simplificado, 当惹雍错) es un gran lago de China, uno de los célebres lagos sagrados tibetanos, localizado en la meseta Changtang, en la prefectura de Nagqu,  en la Región Autónoma del Tíbet.
Es un lugar sagrado del budismo tibetano.